# Segunda División de España 1933-34
La temporada 1933-34 de la Segunda División de España de fútbol corresponde a la 6.ª edición del campeonato y se disputó entre el 5 de noviembre de 1933 y el 4 de marzo de 1934.
Esta fue la última temporada de Segunda División celebrada con 10 clubes, ya que se preparaba una reestructuración de todo el campeonato de cara a la temporada 1934-35, con la intención de otorgar mayores oportunidades a otros clubes e incentivar la competitividad en el campeonato.
El campeón de Segunda esa temporada fue el Sevilla Fútbol Club.

## Sistema de competición
La Segunda División de España 1933-34 fue organizada por la Federación Española de Fútbol.
Como en la temporada precedente, el torneo constaba de un grupo único integrado por diez clubes de toda la geografía española. Siguiendo un sistema de liga, los diez equipos se enfrentaron todos contra todos en dos ocasiones -una en campo propio y otra en campo contrario- sumando un total de dieciocho jornadas. El orden de los encuentros se decidió por sorteo antes de empezar la competición.
La clasificación final se estableció con arreglo a los puntos obtenidos en cada enfrentamiento, a razón de dos por partido ganado, uno por empatado y ninguno en caso de derrota. Si al finalizar el campeonato dos equipos sumaban la misma puntuación, los mecanismos establecidos por el reglamento para desempatar la clasificación eran los siguientes:
1. Los resultados particulares entre los equipos empatados (como si hubiesen disputado una liguilla entre ellos).
2. Si persistía el empate, el que tuviese el mejor cociente de goles (promedio entre el número de goles marcados y los recibidos).

El equipo que más puntos sumó al final del campeonato se proclamó campeón de Segunda División y ascendió directamente a Primera División junto al segundo clasificado.
En cambio, el último clasificado de Segunda esta temporada fue descendido a las divisiones regionales.

## Equipos participantes

### Equipos por región
| N.° | Región            | Equipos                                      |
| --- | ----------------- | -------------------------------------------- |
| 2   | Galicia           | C. Celta de Vigo y C. Deportivo de La Coruña |
| 2   | Vascongadas       | C. Deportivo Alavés y Unión C. de Irún       |
| 1   | Andalucía         | Sevilla F. C.                                |
| 1   | Asturias          | Sporting de Gijón                            |
| 1   | Castilla la Nueva | Athletic C. de Madrid                        |
| 1   | Cataluña          | C. E. Sabadell F. C.                         |
| 1   | Región de Murcia  | Murcia F. C.                                 |
| 1   | Navarra           | C. A. Osasuna                                |

### Ascensos y descensos
Un total de diez equipos disputan la liga: ocho equipos que permanecen de la temporada anterior, un equipo descendido de Primera División y un equipo ascendido de Tercera División. La siguiente tabla muestra los intercambios de plazas previos al comienzo de la temporada:
| Pos. | Ascendido a 1.ª División |
| ---- | ------------------------ |
| 1.º  | Oviedo F. C.             |

| Pos.    | Ascendido de 3.ª División |
| ------- | ------------------------- |
| 2.º (V) | C. E. Sabadell F. C.      |

| Pos. | Descendido de 1.ª División |
| ---- | -------------------------- |
| 10.º | C. D. Alavés               |

| Pos. | Descendido a div. regional |
| ---- | -------------------------- |
| 10.º | C. D. Castellón            |

### Información
| Equipo                 | Ciudad    | Entrenador               | Capitán | Estadio      | Capacidad |
| ---------------------- | --------- | ------------------------ | ------- | ------------ | --------- |
| Alavés                 | Vitoria   | Amadeo García de Salazar |         | Mendizorroza |           |
| Athletic de Madrid     | Madrid    | Fred Pentland            |         | Vallecas     | 25 000    |
| Celta de Vigo          | Vigo      | José María Peña          |         | Balaídos     | 22 000    |
| Deportivo de La Coruña | La Coruña | José Planas              |         | Riazor       |           |
| Murcia                 | Murcia    | José Quirante            |         | La Condomina | 6000      |
| Osasuna                | Pamplona  | Emilio Urdiroz           |         | San Juan     | 3000      |
| Sabadell               | Sabadell  | Juan Tena                |         | Creu Alta    |           |
| Sevilla                | Sevilla   | Ramón Encinas            |         | Nervión      | 12 000    |
| Sporting de Gijón      | Gijón     | Manuel Meana             |         | El Molinón   | 15 000    |
| Unión de Irún          | Irún      |                          |         | Gal          |           |

## Desarrollo

### Clasificación
| Pos. | Equipo                 | Pts. | PJ | G  | E | P  | GF | GC | Dif. | Clasificación                    |
| ---- | ---------------------- | ---- | -- | -- | - | -- | -- | -- | ---- | -------------------------------- |
| 1    | Sevilla F. C. (C, A)   | 27   | 18 | 11 | 5 | 2  | 56 | 27 | +29  | Ascenso a Primera División       |
| 2    | Athletic de Madrid (A) | 24   | 18 | 11 | 2 | 5  | 45 | 28 | +17  | Ascenso a Primera División       |
| 3    | Murcia F. C.           | 21   | 18 | 10 | 1 | 7  | 41 | 31 | +10  |                                  |
| 4    | C. Celta de Vigo       | 20   | 18 | 9  | 2 | 7  | 44 | 28 | +16  |                                  |
| 5    | C. A. Osasuna          | 18   | 18 | 9  | 0 | 9  | 47 | 39 | +8   |                                  |
| 6    | Sporting de Gijón      | 18   | 18 | 8  | 2 | 8  | 30 | 38 | −8   |                                  |
| 7    | C. D. La Coruña        | 17   | 18 | 7  | 3 | 8  | 35 | 38 | −3   |                                  |
| 8    | Unión C. de Irún       | 16   | 18 | 7  | 2 | 9  | 31 | 43 | −12  |                                  |
| 9    | C. E. Sabadell F. C.   | 14   | 18 | 5  | 4 | 9  | 30 | 45 | −15  |                                  |
| 10   | C. D. Alavés (D)       | 3    | 18 | 1  | 3 | 14 | 18 | 60 | −42  | Descenso a divisiones regionales |

 Fuente: BDFutbol
Criterios de clasificación: Puntos · Diferencia de goles · Goles a favor · Play-off
Notas:
1. ↑  Al Sevilla F. C. se le dio por ganado el encuentro que tenía que disputar en la jornada 14 ante el C. D. Alavés.
2. ↑  Al C. D. Alavés se le restaron dos puntos por no pagar el desplazamiento al Sevilla F. C. para el partido correspondiente a la jornada 14, causando la incomparecencia del rival. Además, a pesar de que al término de la temporada no descendería ningún club, el C. D. Alavés decidió renunciar de forma voluntaria a su plaza para la temporada 1934-35 tras quedar colista.

|                       |
| Campeón Sevilla F. C. |
| 2.do título           |

### Evolución de la clasificación
| Equipo / Jornada          | 01 | 02 | 03 | 04 | 05 | 06 | 07 | 08 | 09 | 10 | 11 | 12 | 13 | 14 | 15 | 16 | 17 | 18 |
| Equipo / Jornada          |    |    |    |    |    |    |    |    |    |    |    |    |    |    |    |    |    |    |
| ------------------------- | -- | -- | -- | -- | -- | -- | -- | -- | -- | -- | -- | -- | -- | -- | -- | -- | -- | -- |
| Sevilla F. C.             | 4  | 1  | 1  | 1  | 1  | 1  | 1  | 1  | 1  | 1  | 2  | 2  | 2  | 2  | 1  | 1  | 1  | 1  |
| Athletic C. de Madrid     | 2  | 2  | 3  | 2  | 3  | 2  | 3  | 2  | 2  | 2  | 1  | 1  | 1  | 1  | 2  | 2  | 2  | 2  |
| Murcia F. C.              | 9  | 9  | 10 | 10 | 10 | 9  | 7  | 9  | 7  | 5  | 6  | 4  | 3  | 3  | 3  | 3  | 3  | 3  |
| C. Celta de Vigo          | 3  | 5  | 6  | 7  | 6  | 6  | 4  | 6  | 3  | 4  | 3  | 6  | 6  | 5  | 5  | 4  | 4  | 4  |
| C. A. Osasuna             | 10 | 10 | 8  | 9  | 7  | 8  | 5  | 4  | 5  | 8  | 7  | 5  | 5  | 4  | 4  | 5  | 6  | 5  |
| Sporting de Gijón         | 7  | 7  | 7  | 5  | 4  | 3  | 2  | 3  | 4  | 3  | 4  | 3  | 4  | 6  | 6  | 6  | 5  | 6  |
| C. Deportivo de La Coruña | 8  | 4  | 4  | 3  | 5  | 4  | 6  | 5  | 6  | 7  | 8  | 8  | 8  | 8  | 8  | 7  | 7  | 7  |
| Unión C. de Irún          | 6  | 8  | 5  | 8  | 9  | 7  | 9  | 8  | 8  | 6  | 5  | 7  | 7  | 7  | 7  | 8  | 8  | 8  |
| C. E. Sabadell F. C.      | 1  | 3  | 2  | 4  | 2  | 5  | 8  | 7  | 9  | 9  | 9  | 9  | 9  | 9  | 9  | 9  | 9  | 9  |
| C. Deportivo Alavés       | 5  | 6  | 9  | 6  | 8  | 10 | 10 | 10 | 10 | 10 | 10 | 10 | 10 | 10 | 10 | 10 | 10 | 10 |

## Resultados
| Athletic de Madrid   | 3:1 | C. Deportiva de La Coruña | Estadio de Vallecas     | 5 de noviembre | —     | — | Arribas Seijas       |
| C. A. Osasuna        | 1:3 | Sevilla F. C.             | Campo de San Juan       | 5 de noviembre | —     | — | Iturralde Gorostiaga |
| C. Celta de Vigo     | 3:1 | Murcia F. C.              | Estadio de Balaídos     | 5 de noviembre | —     | — | Villanueva Calonge   |
| Unión C. de Irún     | 1:1 | C. Deportivo Alavés       | Stadium Gal             | 5 de noviembre | —     | — | Elizari Navarlaz     |
| C. E. Sabadell F. C. | 5:2 | Sporting de Gijón         | Estadio de la Creu Alta | 5 de noviembre | 15:00 | — | Balaguer García      |

| 12 de noviembre de 1933   |     |                      |                         |   |                      |   |
| C. Deportivo Alavés       | 2:2 | C. E. Sabadell F. C. | Estadio de Mendizorroza | — | Ostalé Gómez         | — |
| Murcia F. C.              | 2:3 | Athletic de Madrid   | Estadio La Condomina    | — | Vilalta Bars         | — |
| Sevilla F. C.             | 3:1 | C. Celta de Vigo     | Estadio de Nervión      | — | Canga Argüelles      | — |
| Sporting de Gijón         | 3:2 | C. A. Osasuna        | Estadio El Molinón      | — | del Campo Echevarría | — |
| C. Deportivo de La Coruña | 4:0 | Unión C. de Irún     | Estadio de Riazor       | — | Vallana Jeanguenat   | — |

| 18 de noviembre de 1933 |      |                           |                         |   |                      |   |
| Unión C. de Irún        | 3:1  | Athletic de Madrid        | Stadium Gal             | — | Iturralde Gorostiaga | — |
| Sevilla F. C.           | 6:2  | Murcia F. C.              | Estadio de Nervión      | — | Arribas Seijas       | — |
| C. E. Sabadell F. C.    | 1:1  | C. Deportivo de La Coruña | Estadio de la Creu Alta | — | Sanchis Orduña       | — |
| 20 de noviembre de 1933 |      |                           |                         |   |                      |   |
| C. Celta de Vigo        | 1:1  | Sporting de Gijón         | Estadio de Balaídos     | — | Iglesias Gracia      | — |
| 8 de diciembre de 1933  |      |                           |                         |   |                      |   |
| C. A. Osasuna           | 10:2 | C. Deportivo Alavés       | Campo de San Juan       | — | Villanueva Calonge   | — |

| 26 de noviembre de 1933   |     |                      |                         |   |                      |   |
| Athletic de Madrid        | 3:1 | C. E. Sabadell F. C. | Estadio de Vallecas     | — | Medina Toledo        | — |
| C. Deportivo Alavés       | 2:1 | C. Celta de Vigo     | Estadio de Mendizorroza | — | Vilalta Bars         | — |
| Sporting de Gijón         | 0:0 | Sevilla F. C.        | Estadio El Molinón      | — | Escartín Morán       | — |
| Murcia F. C.              | 3:1 | Unión C. de Irún     | Estadio La Condomina    | — | Montero Román        | — |
| C. Deportivo de La Coruña | 4:0 | C. A. Osasuna        | Estadio de Riazor       | — | del Campo Echevarría | — |

| 3 de diciembre de 1933 |     |                           |                         |   |                      |   |
| C. E. Sabadell F. C.   | 5:1 | Unión C. de Irún          | Estadio de la Creu Alta | — | Montero Román        | — |
| C. A. Osasuna          | 2:1 | Athletic de Madrid        | Campo de San Juan       | — | Iturralde Gorostiaga | — |
| C. Celta de Vigo       | 3:2 | C. Deportivo de La Coruña | Estadio de Balaídos     | — | Villaverde Fernández | — |
| Sevilla F. C.          | 4:0 | C. Deportivo Alavés       | Estadio de Nervión      | — | Vilalta Bars         | — |
| Sporting de Gijón      | 3:0 | Murcia F. C.              | Estadio El Molinón      | — | Balaguer García      | — |

| 10 de diciembre de 1933   |     |                      |                         |   |                   |   |
| C. Deportivo de La Coruña | 3:3 | Sevilla F. C.        | Estadio de Riazor       | — | Steimborn Ludvik  | — |
| Athletic de Madrid        | 4:0 | C. Celta de Vigo     | Estadio de Vallecas     | — | Castarlenas Mora  | — |
| Unión C. de Irún          | 3:1 | C. A. Osasuna        | Stadium Gal             | — | Comorera Gatuella | — |
| Murcia F. C.              | 3:0 | C. E. Sabadell F. C. | Estadio La Condomina    | — | Iglesias Gracia   | — |
| C. Deportivo Alavés       | 3:4 | Sporting de Gijón    | Estadio de Mendizorroza | — | Canga Argüelles   | — |

| 17 de diciembre de 1933 |     |                           |                         |   |                      |   |
| Sevilla F. C.           | 3:3 | Athletic de Madrid        | Estadio de Nervión      | — | Ostalé Gómez         | — |
| Sporting de Gijón       | 4:0 | C. Deportivo de La Coruña | Estadio El Molinón      | — | Iturralde Gorostiaga | — |
| C. Celta de Vigo        | 3:0 | Unión C. de Irún          | Estadio de Balaídos     | — | Melcón Bartolomé     | — |
| 19 de diciembre de 1933 |     |                           |                         |   |                      |   |
| C. A. Osasuna           | 6:0 | C. E. Sabadell F. C.      | Campo de San Juan       | — | Villanueva Calonge   | — |
| 20 de diciembre de 1933 |     |                           |                         |   |                      |   |
| C. Deportivo Alavés     | 2:3 | Murcia F. C.              | Estadio de Mendizorroza | — | Steimborn Ludvik     | — |

| 24 de diciembre de 1933   |     |                     |                         |   |                  |   |
| C. E. Sabadell F. C.      | 1:1 | C. Celta de Vigo    | Estadio de la Creu Alta | — | Iglesias Gracia  | — |
| C. A. Osasuna             | 1:0 | Murcia F. C.        | Campo de San Juan       | — | Balaguer García  | — |
| Athletic de Madrid        | 5:1 | Sporting de Gijón   | Estadio de Vallecas     | — | Arribas Seijas   | — |
| C. Deportivo de La Coruña | 2:0 | C. Deportivo Alavés | Estadio de Riazor       | — | Canga Argüelles  | — |
| Unión C. de Irún          | 5:5 | Sevilla F. C.       | Stadium Gal             | — | Melcón Bartolomé | — |

| 31 de diciembre de 1933 |     |                           |                         |   |                      |   |
| Sevilla F. C.           | 5:1 | C. E. Sabadell F. C.      | Estadio de Nervión      | — | Sanchis Orduña       | — |
| Sporting de Gijón       | 1:2 | Unión C. de Irún          | Estadio El Molinón      | — | Villaverde Fernández | — |
| C. Celta de Vigo        | 4:1 | C. A. Osasuna             | Estadio de Balaídos     | — | Villanueva Calonge   | — |
| Murcia F. C.            | 2:1 | C. Deportivo de La Coruña | Estadio La Condomina    | — | Medina Toledo        | — |
| C. Deportivo Alavés     | 2:5 | Athletic de Madrid        | Estadio de Mendizorroza | — | Elizari Navarlaz     | — |

| 7 de enero de 1934        |     |                      |                         |   |                      |   |
| Sporting de Gijón         | 4:3 | C. E. Sabadell F. C. | Estadio El Molinón      | — | del Campo Echevarría | — |
| C. Deportivo de La Coruña | 1:2 | Athletic de Madrid   | Estadio de Riazor       | — | Steimborn Ludvik     | — |
| C. Deportivo Alavés       | 2:4 | Unión C. de Irún     | Estadio de Mendizorroza | — | Balaguer García      | — |
| Sevilla F. C.             | 5:1 | C. A. Osasuna        | Estadio de Nervión      | — | Escartín Morán       | — |
| Murcia F. C.              | 3:1 | C. Celta de Vigo     | Estadio La Condomina    | — | Vilalta Bars         | — |

| 14 de enero de 1934  |     |                           |                     |   |                    |   |
| Athletic de Madrid   | 2:2 | Murcia F. C.              | Estadio de Vallecas | — | Villanueva Calonge | — |
| Unión C. de Irún     | 2:1 | C. Deportivo de La Coruña | Stadium Gal         | — | Vallana Jeanguenat | — |
| C. A. Osasuna        | 6:0 | Sporting de Gijón         | Campo de San Juan   | — | Arribas Seijas     | — |
| C. Celta de Vigo     | 4:0 | Sevilla F. C.             | Estadio de Balaídos | — | Escartín Morán     | — |
| No disputado         |     |                           |                     |   |                    |   |
| C. E. Sabadell F. C. | N/D | C. Deportivo Alavés       | —                   | — | —                  | — |

| 21 de enero de 1934       |     |                      |                         |   |                    |   |
| C. Deportivo de La Coruña | 2:0 | C. E. Sabadell F. C. | Estadio de Riazor       | — | Montero Román      | — |
| C. Deportivo Alavés       | 0:2 | C. A. Osasuna        | Estadio de Mendizorroza | — | Villanueva Calonge | — |
| Athletic de Madrid        | 3:1 | Unión C. de Irún     | Estadio de Vallecas     | — | Comorera Gatuella  | — |
| Murcia F. C.              | 2:1 | Sevilla F. C.        | Estadio La Condomina    | — | Melcón Bartolomé   | — |
| Sporting de Gijón         | 2:0 | C. Celta de Vigo     | Estadio El Molinón      | — | Steimborn Ludvik   | — |

| 28 de enero de 1934  |     |                           |                         |   |                  |   |
| C. E. Sabadell F. C. | 1:2 | Athletic de Madrid        | Estadio de la Creu Alta | — | Sanchis Orduña   | — |
| C. A. Osasuna        | 4:1 | C. Deportivo de La Coruña | Campo de San Juan       | — | Iglesias Gracia  | — |
| C. Celta de Vigo     | 8:0 | C. Deportivo Alavés       | Estadio de Balaídos     | — | Hernández Areces | — |
| Sevilla F. C.        | 2:1 | Sporting de Gijón         | Estadio El Molinón      | — | Vilalta Bars     | — |
| Unión C. de Irún     | 1:2 | Murcia F. C.              | Stadium Gal             | — | Elizari Navarlaz | — |

| 4 de febrero de 1934      |     |                      |                      |   |                      |   |
| Unión C. de Irún          | 3:2 | C. E. Sabadell F. C. | Stadium Gal          | — | Vallana Jeanguenat   | — |
| Athletic de Madrid        | 3:1 | C. A. Osasuna        | Estadio de Vallecas  | — | Villaverde Fernández | — |
| Murcia F. C.              | 3:0 | Sporting de Gijón    | Estadio La Condomina | — | Medina Toledo        | — |
| C. Deportivo de La Coruña | 4:1 | C. Celta de Vigo     | Estadio de Riazor    | — | Escartín Morán       | — |
| No disputado              |     |                      |                      |   |                      |   |
| C. Deportivo Alavés       | N/D | Sevilla F. C.        | —                    | — | —                    | — |

| 11 de febrero de 1934 |     |                           |                         |   |                      |   |
| C. E. Sabadell F. C.  | 3:0 | Murcia F. C.              | Estadio de la Creu Alta | — | Iglesias Gracia      | — |
| C. Celta de Vigo      | 4:0 | Athletic de Madrid        | Estadio de Balaídos     | — | Villanueva Calonge   | — |
| C. A. Osasuna         | 3:0 | Unión C. de Irún          | Campo de San Juan       | — | del Campo Echevarría | — |
| Sevilla F. C.         | 9:0 | C. Deportivo de La Coruña | Estadio de Nervión      | — | Arribas Seijas       | — |
| Sporting de Gijón     | 1:0 | C. Deportivo Alavés       | Estadio El Molinón      | — | Canga Argüelles      | — |

| 18 de febrero de 1934     |     |                     |                         |   |                  |   |
| Athletic de Madrid        | 0:2 | Sevilla F. C.       | Estadio de Vallecas     | — | Vilalta Bars     | — |
| C. E. Sabadell F. C.      | 3:2 | C. A. Osasuna       | Estadio de la Creu Alta | — | Melcón Bartolomé | — |
| Murcia F. C.              | 6:0 | C. Deportivo Alavés | Estadio La Condomina    | — | Medina Toledo    | — |
| C. Deportivo de La Coruña | 4:1 | Sporting de Gijón   | Estadio de Riazor       | — | Balaguer García  | — |
| Unión C. de Irún          | 1:2 | C. Celta de Vigo    | Stadium Gal             | — | Elizari Navarlaz | — |

| 25 de febrero de 1934 |     |                           |                         |   |                    |   |
| C. Celta de Vigo      | 6:0 | C. E. Sabadell F. C.      | Estadio de Balaídos     | — | Álvarez Lobo       | — |
| Sporting de Gijón     | 1:0 | Athletic de Madrid        | Estadio El Molinón      | — | Villanueva Calonge | — |
| C. Deportivo Alavés   | 2:2 | C. Deportivo de La Coruña | Estadio de Mendizorroza | — | Steimborn Ludvik   | — |
| Sevilla F. C.         | 3:1 | Unión C. de Irún          | Estadio El Molinón      | — | Balaguer García    | — |
| Murcia F. C.          | 6:1 | C. A. Osasuna             | Estadio La Condomina    | — | Vilalta Bars       | — |

| 4 de marzo de 1934        |     |                     |                         |       |                      |   |
| Athletic de Madrid        | 5:0 | C. Deportivo Alavés | Estadio de Vallecas     | —     | Medina Toledo        | — |
| C. Deportivo de La Coruña | 2:1 | Murcia F. C.        | Estadio de Riazor       | —     | Melcón Bartolomé     | — |
| Unión C. de Irún          | 2:1 | Sporting de Gijón   | Stadium Gal             | —     | Iturralde Gorostiaga | — |
| C. A. Osasuna             | 3:1 | C. Celta de Vigo    | Campo de San Juan       | —     | Vilalta Bars         | — |
| C. E. Sabadell F. C.      | 2:2 | Sevilla F. C.       | Estadio de la Creu Alta | 15:45 | Vallana Jeanguenat   | — |

### Tabla de resultados cruzados
| Local \ Visitante         | ALA  | ATM | CEL | DEP | MUR | OSA | SAB | SEV | SPO | UNI |
| ------------------------- | ---- | --- | --- | --- | --- | --- | --- | --- | --- | --- |
| C. Deportivo Alavés       | —    | 2–5 | 2–1 | 2–2 | 2–3 | 0–2 | 2–2 | –   | 3–4 | 2–4 |
| Athletic de Madrid        | 5–0  | —   | 4–0 | 3–1 | 2–2 | 3–1 | 3–1 | 0–2 | 5–1 | 3–1 |
| C. Celta de Vigo          | 8–0  | 4–0 | —   | 3–2 | 3–1 | 4–1 | 6–0 | 4–0 | 1–1 | 3–0 |
| C. Deportivo de La Coruña | 2–0  | 1–2 | 4–1 | —   | 2–1 | 4–0 | 2–0 | 3–3 | 4–1 | 4–0 |
| Murcia F. C.              | 6–0  | 2–3 | 3–1 | 2–1 | —   | 6–1 | 3–0 | 2–1 | 3–0 | 3–1 |
| C. A. Osasuna             | 10–2 | 2–1 | 3–1 | 4–1 | 1–0 | —   | 6–0 | 1–3 | 6–0 | 3–0 |
| C. E. Sabadell F. C.      | –    | 1–2 | 1–1 | 1–1 | 3–0 | 3–2 | —   | 2–2 | 5–2 | 5–1 |
| Sevilla F. C.             | 4–0  | 3–3 | 3–1 | 9–0 | 6–2 | 5–1 | 5–1 | —   | 2–1 | 3–1 |
| Sporting de Gijón         | 1–0  | 1–0 | 2–0 | 4–0 | 3–0 | 3–2 | 4–3 | 0–0 | —   | 1–2 |
| Unión C. de Irún          | 1–1  | 3–1 | 1–2 | 2–1 | 1–2 | 3–1 | 3–2 | 5–5 | 2–1 | —   |